# Ágota Kristóf
Ágota Kristóf (Csikvánd, 30 ottobre 1935 – Neuchâtel, 27 luglio 2011) è stata una scrittrice e drammaturga ungherese naturalizzata svizzera.
Come autrice, si è espressa quasi esclusivamente in francese, la sua seconda lingua, che non riuscirà mai a padroneggiare pienamente e senza errori, una circostanza che, nella narrazione autobiografica, portò la scrittrice a definire se stessa come un'«analfabeta».

## Biografia
Ágota Kristóf nacque il 30 ottobre 1935 a Csikvánd, un villaggio dell'Ungheria "privo di stazione, di elettricità, di acqua corrente, di telefono". A 4 anni impara a leggere correttamente e a 14 a scrivere le sue prime poesie e le sue prime pièce teatrali, mentre in età adolescenziale viene mandata in un collegio di sole ragazze. Nel 1956, in seguito all'intervento in Ungheria dell'Armata Rossa per soffocare la rivolta popolare contro l'invasione sovietica, fugge con il marito e la figlia in Svizzera e si stabilisce a Neuchâtel, dove vivrà fino alla morte. Non perdonerà mai al marito la decisione di allora, presa per paura di essere arrestato dai sovietici, tanto che in una intervista dirà: «Due anni di galera in URSS erano probabilmente meglio di cinque anni di fabbrica in Svizzera». È sepolta a Kőszeg, nella contea di Vas, in Ungheria.
A Neuchâtel Ágota Kristóf impara il francese, che adotterà per la sua scrittura letteraria. Raggiunge il successo internazionale nel 1987, con la pubblicazione de Le grand cahier (Il grande quaderno), che viene eletto "Livre Européen". Le grand cahier confluirà, insieme a La preuve (La prova) e Le troisième mensonge (La terza menzogna), nella Trilogie (Trilogia della città di K.), il riconosciuto capolavoro letterario di Ágota Kristóf, stampato in oltre 30 paesi. I personaggi dei racconti di Kristóf sono spesso segnati dalla condizione esistenziale dell'erranza, l'impossibilità di riattingere ai luoghi delle proprie origini.

## Opere tradotte in italiano

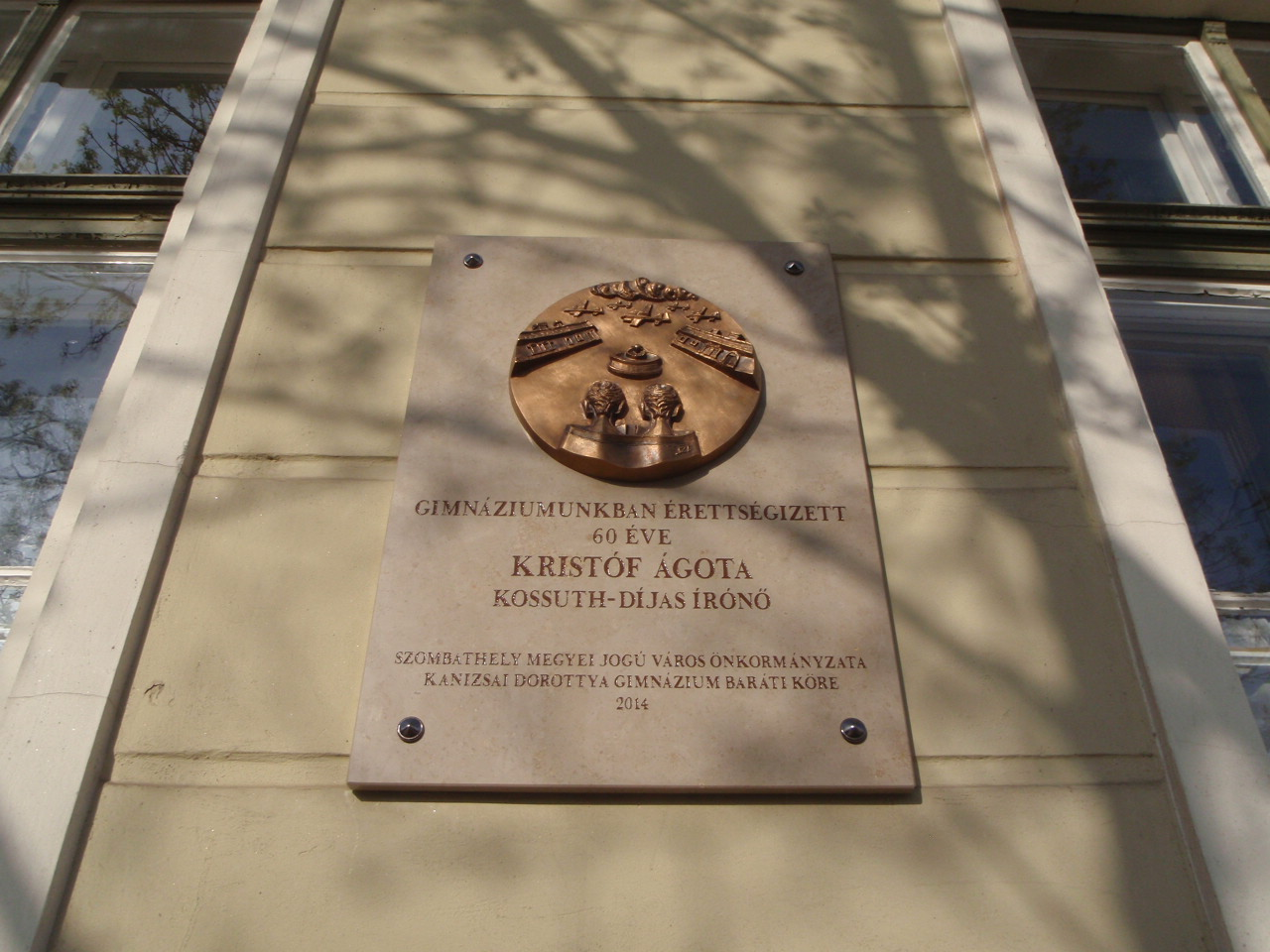
Targa commemorativa a Szombathely

### Narrativa
- Le grand cahier, 1986 (con il titolo Quello che resta, trad. di Armando Marchi, Guanda, Parma 1988; poi con il titolo Il grande quaderno, in Trilogia della città di K., Torino, Einaudi, 1998)
- La preuve, 1988 (La prova, trad. di Virginia Ripa di Meana, Guanda, Parma, 1989; poi in Trilogia della città di K., Torino, Einaudi, 1998)
- Le Troisième Mensonge, 1991 (La terza menzogna, trad. di Giovanni Bogliolo, in Trilogia della città di K., Torino, Einaudi, 1998)
- Hier, 1995 (Ieri, trad. di Marco Lodoli, Torino, Einaudi, 1997)
- L'analphabète, 2004 (L'analfabeta. Racconto autobiografico, trad. di Letizia Bolzani, Bellinzona, Casagrande, 2005)
- C'est égal, 2005 (La vendetta, trad. di Maurizia Balmelli, Torino, Einaudi, 2005)
- Où es-tu Mathias?, 2006 (Dove sei Mathias?, trad. di Maurizia Balmelli, Bellinzona, Casagrande, 2006)

### Teatro
- John et Joe, 1972; Un rat qui passe, 1972-1984 ( John e Joe. Un ratto che passa, traduzione di Stefania Pico, Collezione di teatro n.449, Torino, ISBN 978-88-061-9109-2.)
- La Clé de l'ascenseur, 1977 (La chiave dell'ascensore, trad. di Elisabetta Rasy, in La chiave dell'ascensore. L'ora grigia, Torino, Einaudi, 1999)
- L'Heure grise ou le dernier client, 1975 (L'ora grigia, trad. di Elisabetta Rasy, in La chiave dell'ascensore. L'ora grigia, Torino, Einaudi, 1999)
- Le Monstre, et autres pièces, 2007 (Il mostro e altre storie, trad. di Marco Lodoli, Bellinzona, Casagrande, 2019)

### Poesia
- Clous, 2016 (Chiodi, trad. di Vera Gheno e Fabio Pusterla, Casagrande, Bellinzona, 2018)